# François Duquesnoy
François Duquesnoy (Bruselas, 12 de enero de 1597-Livorno, 18 de julio de 1643) fue un destacado escultor flamenco barroco en Roma. Sus representaciones más idealizadas a menudo contrastan con el carácter emocional de la obra de Bernini, mientras que su estilo muestra una mayor afinidad con las esculturas de Alessandro Algardi.

## Biografía

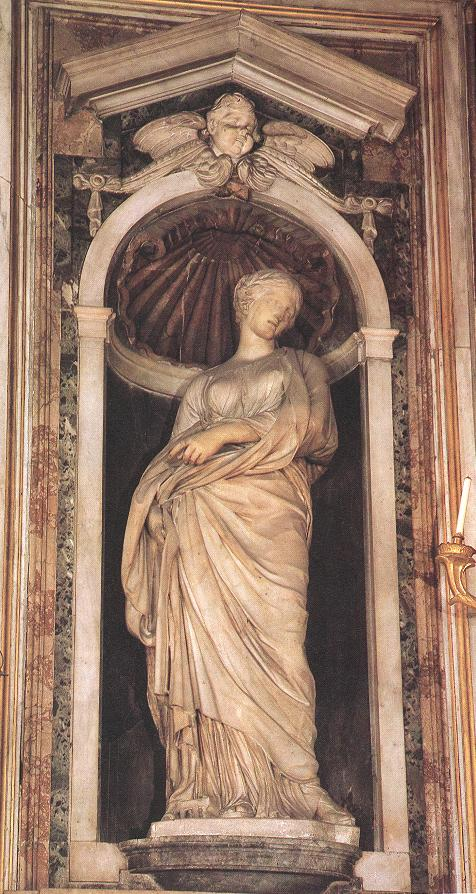
Santa Susana.

### Primeros años
Fue llamado Il Fiammingo por los italianos, y François Flamand por los franceses. Su padre, Jerome Duquesnoy , fue el escultor de la corte del archiduque Alberto de Austria y su esposa la archiduquesa Isabel Clara Eugenia, gobernadores de los Países Bajos, autor de la fuente de Manneken Pis de Bruselas, de 1619. En sus principios trabajó en Bruselas, atrayendo la atención del archiduque, que le dio los medios para estudiar en Roma, donde pasó toda su carrera profesional.
Según biógrafos tempranos, cuándo Duquesnoy llegó a Roma en 1618, estudió la escultura antigua en detalle, ascendiendo sobre la estatua ecuestre de Marco Aurelio para determinar cómo fue modelada, o haciendo un peregrinaje al templo de Diana en el Lago de Nemi. En 1624, Nicolas Poussin llegó a Roma y los dos extranjeros se alojaron juntos.
Ambos se pusieron bajo el patrocinio de Cassiano dal Pozzo. Desarrollaron un canon ideal expresivo de las figuras, en contra de la teatralidad barroca de Bernini. En este empeño fueron apoyados por otros artistas romanos, siendo el principal de ellos Andrea Sacchi, enemigo declarado de Bernini.

### Madurez y éxito
Sin embargo, la fama no le llegó a Duquesnoy sino después de al menos de diez años de permanencia en Roma. Hacia 1627-1628 Bernini lo utilizó como ayudante en la decoración del Baldaquino. Con esta reputación recién adquirida, le fueron encargadas obras como el San Andrés situado bajo la cúpula de San Pedro, o la que al año siguiente sería su obra más famosa, la Santa Susana para el coro de Loreto.

### Muerte
Nicolas Poussin recomendó encarecidamente a Duquesnoy ante el Cardenal Richelieu, que le ofreció el puesto de Escultor del Rey Luis XIII y la promesa de fundar una academia de escultura en París bajo su dirección. Este aceptó la oferta, y marchó a Livorno con la intención de embarcar hacia Francia. La desgracia quiso que falleciera en dicho puerto. Durante años, Duquesnoy había sufrido de gota y episodios de vértigo, así como de depresión crónica. El taller lo heredó su hermano menor, Jerome Duquesnoy el Joven, junto al que había trabajado durante toda su carrera.
Fue Duquesnoy un hombre de personalidad complicada, poco dado a las relaciones personales, de ánimo lúgubre, lo que le privó de no pocos encargos y relaciones que le hubieran sido vitales para el desarrollo de su carrera. Parece que en sus últimos días sufrió de manía persecutoria, siendo sus depresiones cada vez más profundas y prolongadas. La noticia de su muerte desató todo tipo de especulaciones y rumores, siendo como era conocido su delicado equilibrio mental.

## Obra y estilo

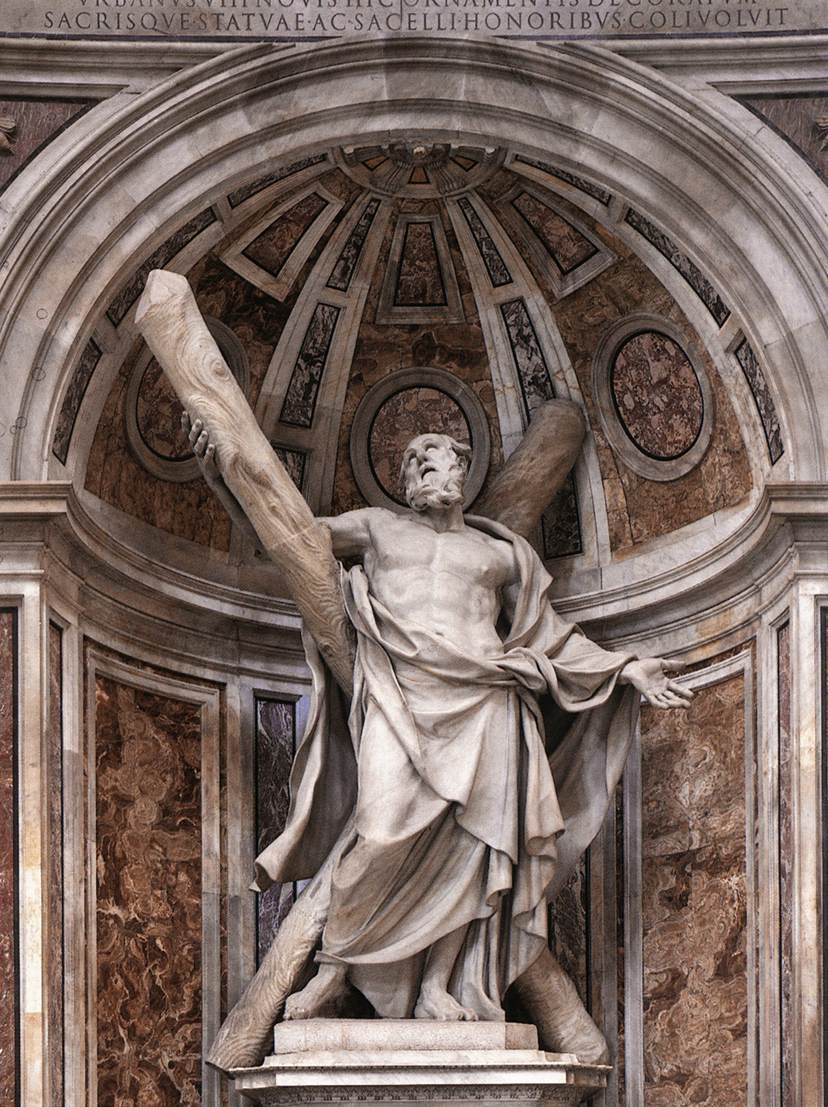
San Andrés.

### La estatua deSanta Susana
La clasicista Santa Susana (1629) muestra a la santa en actitud modesta. Esta es una de las esculturas que representan a diversas vírgenes mártires, obra de varios artistas, en la Basílica de Santa María de Loreto, frente al foro romano de Trajano.
Los expertos han destacado la finura del acabado de las superficies y la suavidad y dulzura con la que Duquesnoy dotó a la estatua. Según Bellori, el artista trabajó durante años en ella con un modelo vivo, teniendo como referente la estatua antigua de Urania del Capitolio. Duquesnoy consiguió un verdadero alarde de equilibrio clasicista; la figura está en un perfecto contrapposto y todo en ella es grácil elegancia. La santa gira suavemente el cuello con un movimiento compensado por la caída de vestido y manto.
Esta obra gozó de un gran éxito entre sus contemporáneos (Bellori la definió como «un aria dolce di grazia purissima»). Fue, sin embargo, durante el siglo XVIII cuando entró en el canon de las esculturas modernas más admiradas, gracias a una copia de mármol que Guillaume Coustou envió a París (1739) para admiración del ambiente artístico francés. En aquellos tiempos se sentía una profunda devoción por los principios neoclásicos con los cuales la Santa Susana encajaba a la perfección.

### ElSan Andrésdel crucero de San Pedro
El San Andrés fue iniciado unos meses después de la finalización de su versión de Santa Bibiana. Es una de las grandes figuras situadas en cada una de las esquinas del crucero de la basílica de San Pedro del Vaticano (las otras estatuas serían el San Longino de Bernini, la Santa Verónica de Francesco Mochi y la Santa Elena de Bolgi). Se dice que Duquesnoy estaba irritado por los manejos de Bernini por conseguir la única esquina de la basílica que recibía directamente la luz del sol para su obra, consiguiendo así un efecto dramático del que las otras ubicaciones carecían.
La comparación entre el San Andrés de Duquesnoy y el San Longino de Bernini revela bien a las claras la gran distancia que separaba a ambos artistas. Mientras que la del segundo bulle en ritmos dramáticos típicos de la exuberancia del barroco, la obra del flamenco combina el equilibrio en la caída de los vestidos del santo con la acusada diagonal que marcan los hombros y la cruz que sostiene. La majestuosa figura es una adaptación del modelo clásico de Júpiter, aunque adolece de una cierta incongruencia entre las diversas partes de la obra.

### Otras obras

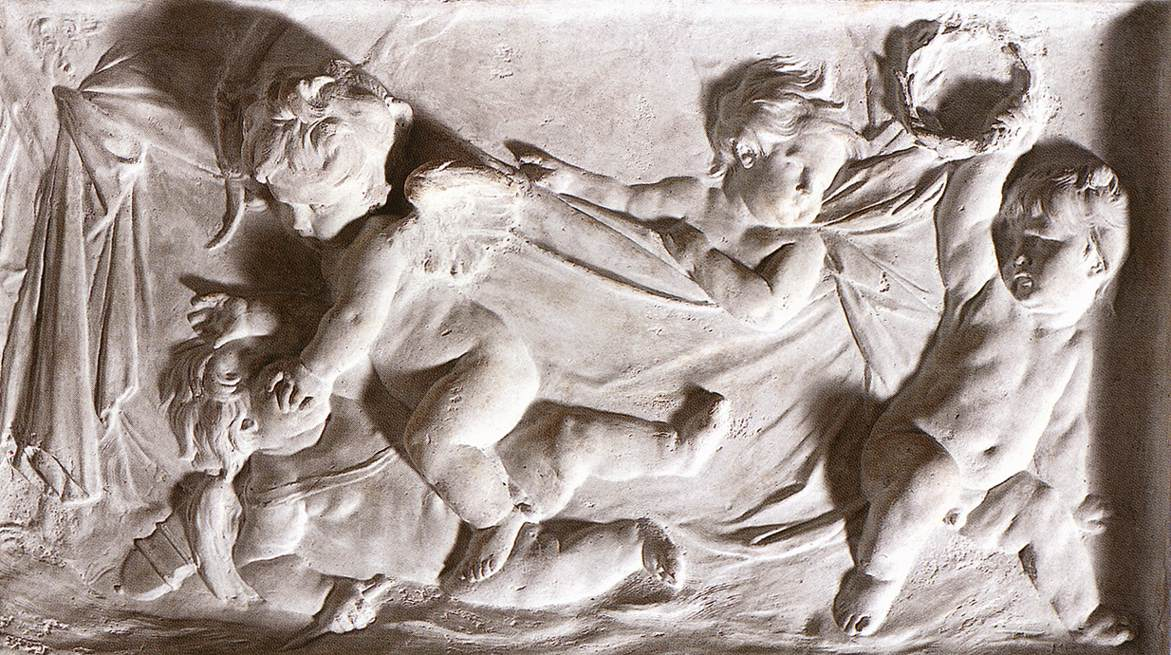
Victoria del Amor Sagrado sobre el Amor Profano, Galleria Spada, Roma.

Como otros escultores de la época, Duquesnoy fue requerido para restaurar e incluso completar estatuas antiguas, tales como torsos sin cabeza o extremidades. El Fauno Rondanini (1625-30, ahora en el British Museum) es una recomposición a partir de una de estas piezas. El resultado es una figura de ademanes típicamente barrocos muy del gusto de sus contemporáneos, pero que fue agriamente criticada por los neoclasicistas de finales del siglo siguiente. Otro ejemplo de este tipo de reconstrucciones es el Adonis conservado actualmente en el Museo del Louvre.
Es en las figuras de pequeño formato donde Duquesnoy da lo mejor de sí mismo. Había comenzado su etapa romana ganándose la vida con la ejecución de este tipo de obras en bronce y marfil. Su producción posterior al San Andrés tampoco es de gran tamaño. Las tumbas de Andrien Vryburch (1629) y Ferdinand van den Eynde (1633-1640) en Santa Maria dell'Anima son sus proyectos más ambiciosos, pero serán una multitud de pequeños relieves y estatuillas en bronce, marfil, cera y terracota representando temas mitológicos o religiosos los que compongan el grueso de su obra. Estas pequeñas figuras serían muy apreciadas por los coleccionistas, que los pagarían al mismo precio que las genuínas antigüedades. Son característicos sus putti, gráciles y delicados. El artista supo insuflarles algo de la inocencia infantil, gracias entre otros motivos, a su estudio del arte de Tiziano, sobre todo la Ofrenda a Venus (hoy en el Museo del Prado), por la que el artista estaba fascinado. El tipo creado por Duquesnoy trascendería a todo el arte europeo posterior.
En sus últimos años, su obra parece indicar que superó su fase clasicista, liberándose de las limitaciones que le imponía la doctrina clasicista. Volvió a su inicial estilo realista de raíz flamenca.